# Slovenske Konjice (plaats)
Slovenske Konjice is een plaats in Slovenië en maakt deel uit van de gelijknamige Sloveense gemeente Slovenske Konjice in de NUTS-3-regio Savinjska. De plaats telde 5.157 inwoners op 1 januari 2020.